# Nepinalone
Nepinalone là một thuốc giảm ho. Tên thương hiệu của nó bao gồm Placatus, Tussolvina và Nepitus.
Hiệu quả thấy rõ sau 20-30 phút sau khi dùng thuốc và tồn tại ít nhất 4 giờ. Nó hoạt động chủ yếu ở cấp độ của CNS, nhưng cũng cho thấy một hoạt động nhẹ trong việc ức chế co thắt phế quản. Trong việc sử dụng như vậy, nó ít hiệu quả hơn codein và hiệu quả hơn dextromethorphan trong việc ức chế kích thích căng thẳng.  Lưu trữ ngày 17 tháng 8 năm 2019 tại Wayback Machine